# 스베틀라나 크리보노기흐
스베틀라나 알렉산드로브나 크리보노기흐(러시아어: Светлана Александровна Кривоногих, 1975년 3월 10일 ~)는 러시아의 백만장자이다.

## 생애
크리보노기흐는 1975년, 러시아 소비에트 연방 사회주의 공화국 (현재 러시아 상트페테르부르크)의 레닌그라드에서 태어났다.
크리보노기흐는 국립 상트페테르부르크 경제금융대학교 국제경제관계학과에 입학하여 2000년에 졸업장을 받았다.
크리보노기흐에게는 2003년에 태어난 딸 엘리자베타 (루이자 로조바라고도 함)가 있다.  2020년에 발표된 프로엑트 미디어의 조사에 따르면 엘리자베타의 아버지는 블라디미르 푸틴 러시아 대통령이다.
크리보노기흐라는 이름은 2020년, 프로엑트의 조사로 알려지게 되었으며, 이 조사 내용에는 푸틴과의 관계는 물론 크리보노기흐의 러시아 내 금융 자산 및 재산도 기록되어 있다. 크리보노기흐라는 이름은 2021년, 국제탐사보도언론인협회가 발행한 판도라 페이퍼스와 관련해 크리보노기흐의 해외 자산이 공개되면서 더 널리 알려졌다.